# ماندي سميث (مغني)
ماندي سميث (بالإنجليزية: Mandy Smith)‏ (و. 1970  م) هي مغنية، وممثلة، وعارضة بريطانية، ولدت في لندن، بدأت مشوارها المهني سنة 1986.

## وصلات خارجية
- ماندي سميث على موقع IMDb (الإنجليزية)
- ماندي سميث على موقع ميوزك برينز (الإنجليزية)
- ماندي سميث على موقع ديسكوغز (الإنجليزية)
- ماندي سميث على موقع قاعدة بيانات الفيلم (الإنجليزية)

- ماندي سميث في قاعدة بيانات الأفلام على الإنترنت